# Oravský Biely Potok
Oravský Biely Potok (in ungherese Árvafejérpatak) è un comune della Slovacchia facente parte del distretto di Tvrdošín, nella regione di Žilina.